# 海福三千雄
海福 三千雄（かいふく みちお、1893年（明治26年）4月14日 - 1982年（昭和57年）8月28日）は、大日本帝国陸軍軍人。最終階級は陸軍少将。

## 経歴
1893年（明治26年）に東京府で生まれた。陸軍士官学校第26期卒業。1940年（昭和15年）8月に奄美大島要塞司令官に就任し、1941年（昭和16年）3月に陸軍大佐に進級した。1942年（昭和17年）8月に歩兵第104連隊長（第11軍・第13師団・歩兵第103旅団）に就任し、大陸戦線に出動。1945年（昭和20年）2月20日に歩兵第96旅団長（支那派遣軍・第131師団）に転じ、咸寧を根拠地とし、京漢線沿線の警備に任じた。6月10日に陸軍少将に進級。
1947年（昭和22年）11月28日、公職追放仮指定を受けた。